# Ledeno doba (album)
Ledeno doba je peti studijski album srpskog garage rock/punk rock sastava Partibrejkers, kojeg je objavio ZMEX 1997. godine. 

## Popis pjesama
Sve pjesme su napisali Zoran Kostić i Nebojša Antonijević.
| 1.    | »Sit gladan«             | 4:04 |
| 2.    | »Ne možeš mi ništa«      | 4:40 |
| 3.    | »Gereracija«             | 3:38 |
| 4.    | »Dobro radio loše radio« | 4:31 |
| 5.    | »Ledeno doba«            | 5:02 |
| 6.    | »Kraj mora«              | 5:32 |
| 7.    | »Sjajnija budućnost«     | 2:31 |
| 8.    | »Dan za danom«           | 7:03 |
| 9.    | »Velika reka«            | 6:11 |
| 10.   | »Prijatelju...«          | 2:08 |
| 45:17 |                          |      |

## Sudjelovali na albumu
Partibrejkers
- Nebojša Antonijević "Anton" — gitara, producent
- Zoran Kostić "Cane" — vokal
- Gojko Ševar — bas-gitara
- Srđan Graovac — gitara, prateći vokal
- Darko Kurjak — bubnjevi

Dodatno osoblje
- Dušan Kojić "Koja" — producent,bas ma pjesmama 3 i 4
- Sandra Stojanović — prateći vokal
- Jelena Petrović — flauta
- "Pera Joe" Miladinović — harmonika
- Saša Lokner — sintesajzer
- Vladan Miljković "Milje" — saksofon
- Marin Petrić "Puroni" — udaraljke
- Klipa — prateći vokal
- Srđan Gojković "Gile" — prateći vokal
- Branislav Petrović "Banana" — prateći vokal

## Vanjske poveznice
- Ledeno doba na Discogs